# Vinkelhaken 9

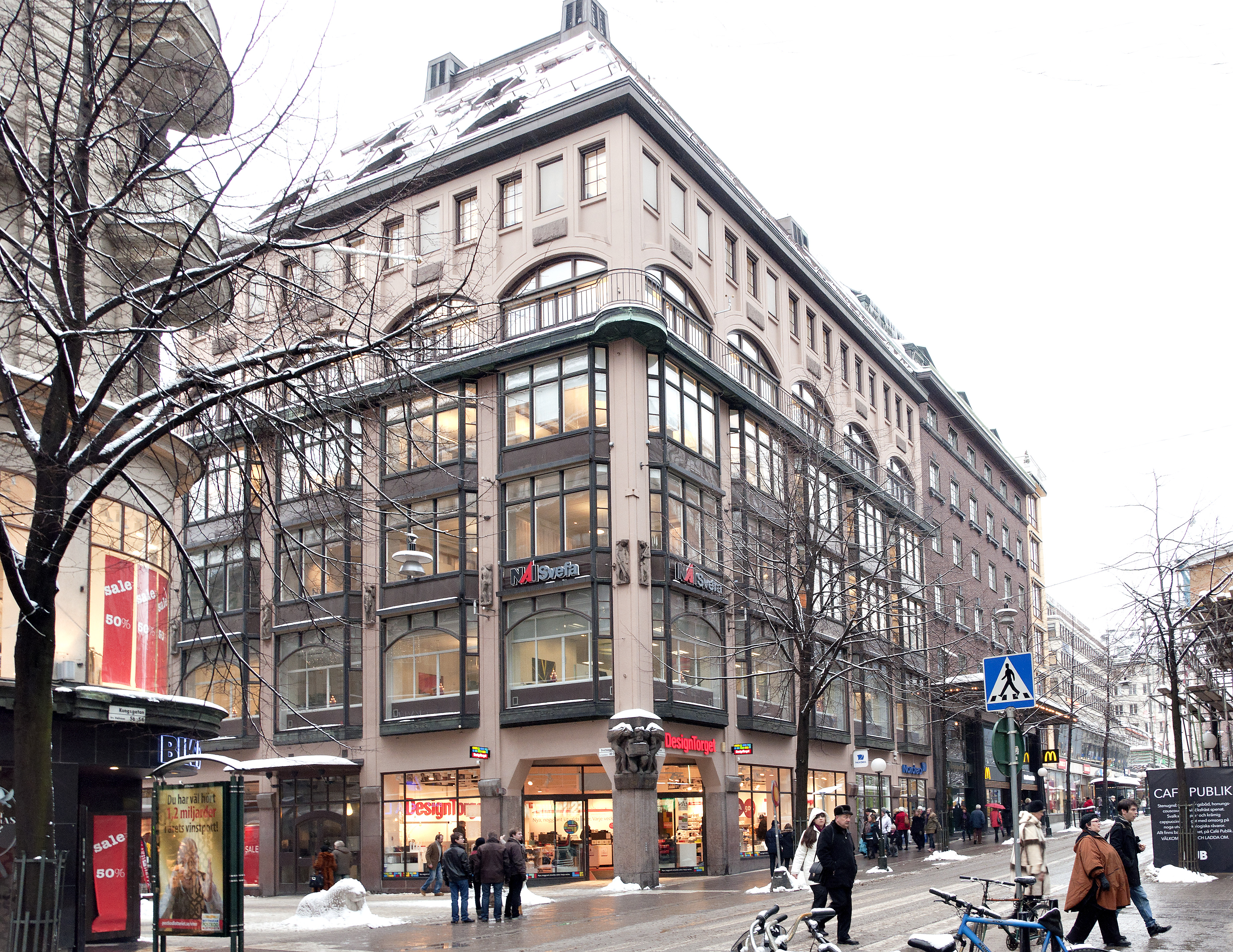
Vinkelhaken 9

Vinkelhaken 9 är en kontors- och affärsfastighet i hörnet av Drottninggatan 78 och Kungsgatan 52 i stadsdelen Norrmalm i centrala Stockholm.
Nuvarande byggnad restes 1913-15 på uppdrag av Stockholms Handelsbank genom dotterbolaget Filia. För utformningen av kontors- och modehuset stod arkitekten Erik Josephson som vid denna tid var något av en specialist på bankhus i Stockholm. Han hade några år tidigare ritat bankens huvudkontor på Kungsträdgårdsgatan 4.
Josephson ritade ett närmast modernistiskt utformat affärshus. Fasaderna upptas av stora fönsterytor i burspråk med blyspröjsar och kröns med ett valmat tak med högt takfall (vilket tidigare var klätt i rött tegel och koppar). Husets puts är genomfärgad och kontrasterar med fasadens arkitektoniska skulpturer i natursten. Huset är rest på en stomme av järnbalkar med pelare som kring-gjutits med betong.
Bankens avdelningskontor var inrett med geometriskt indelade partier i marmor och kalksten under ett enklare välvt tak. I huset huserade också länge Carl Axel Pettersson herrekipering. 
Byggnaden har genom åren genomgått ett flertal ombyggnader och bevarar idag mycket lite av sin ursprungliga karaktär invändigt. Byggnaden är blåmärkt av Stockholms stadsmuseum vilket är den högsta klassen och innebär att byggnadens kulturhistoriska värde motsvarar fordringarna för byggnadsminnen i Kulturmiljölagen.

## Bilder

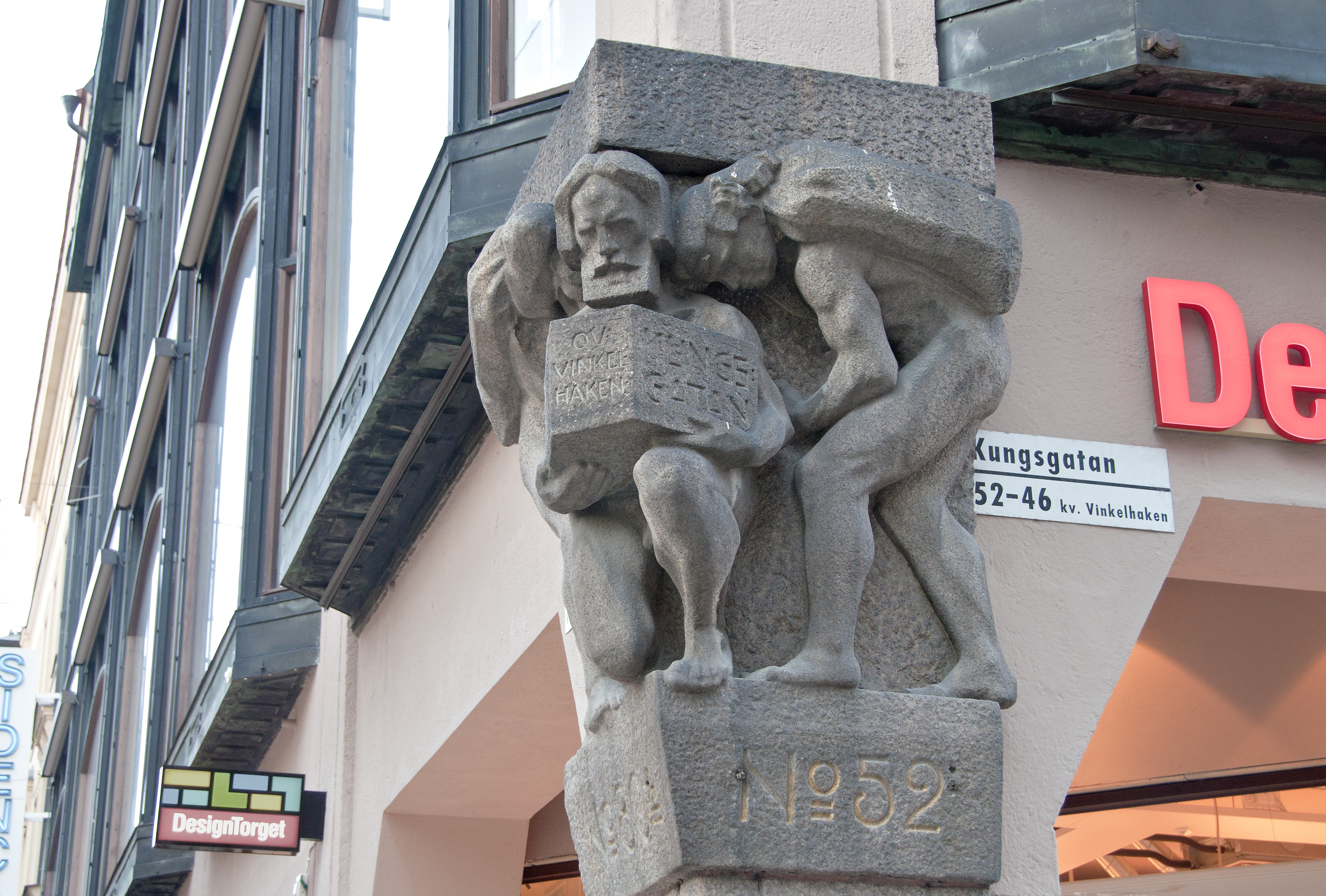
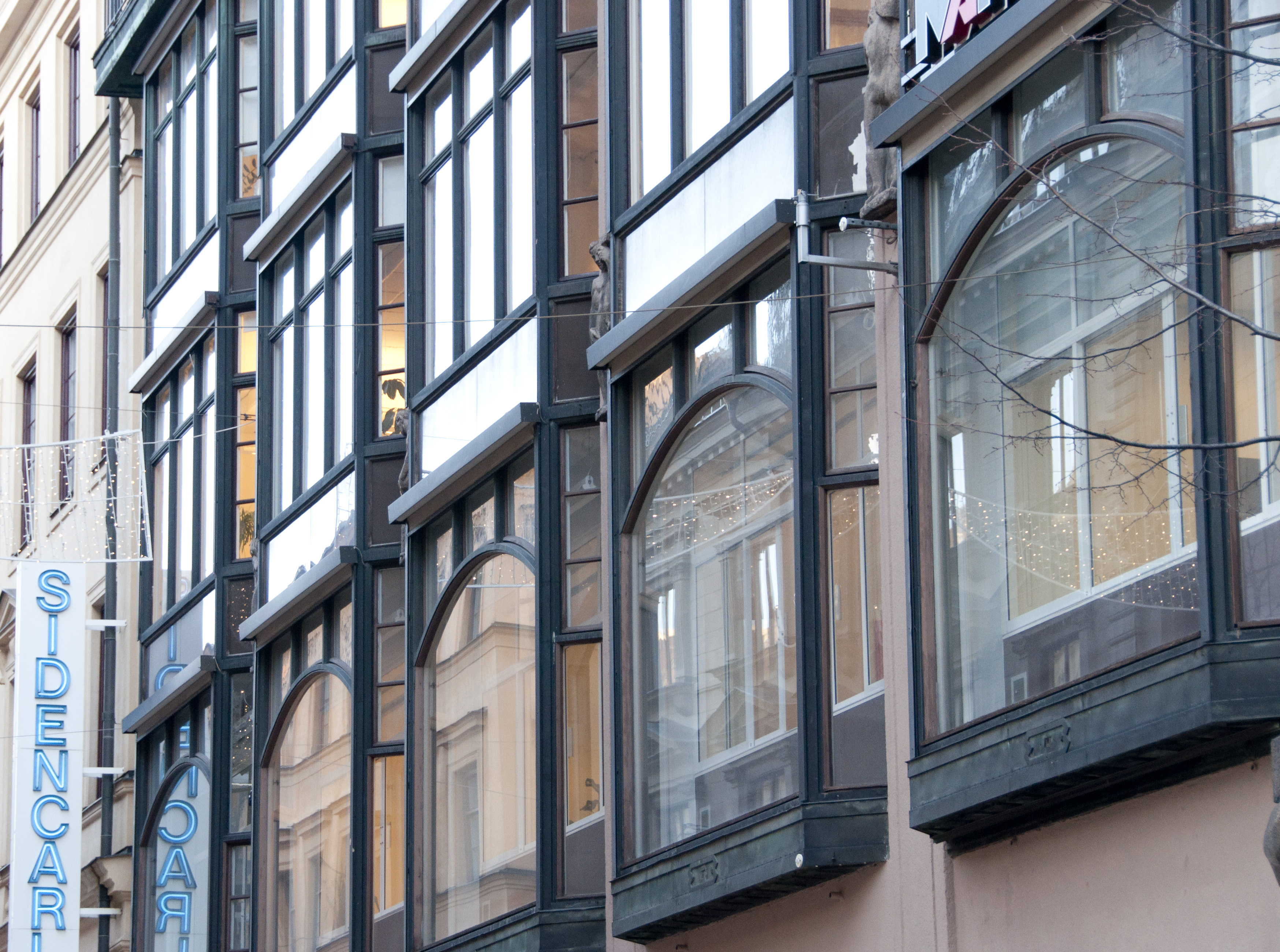
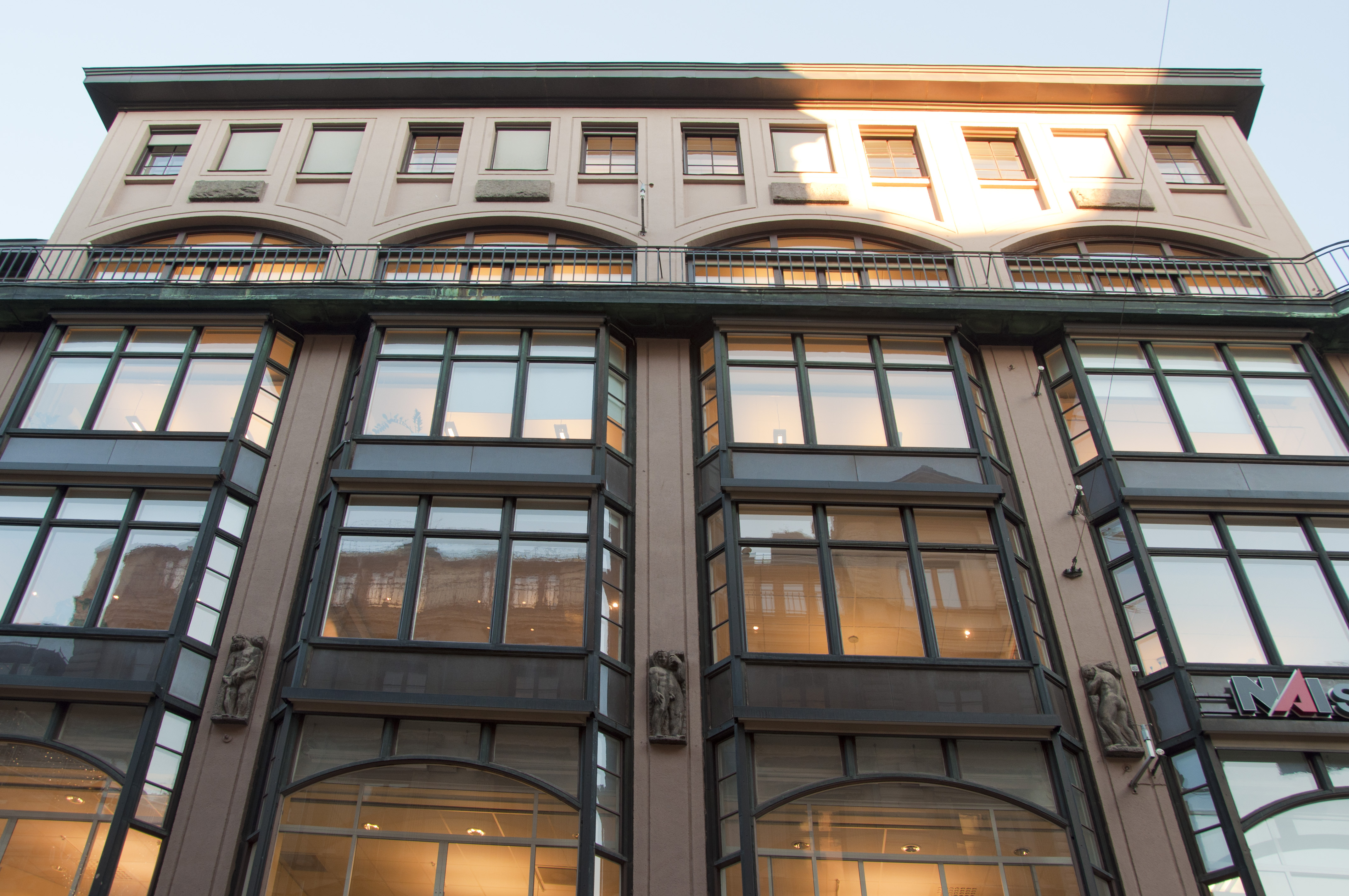
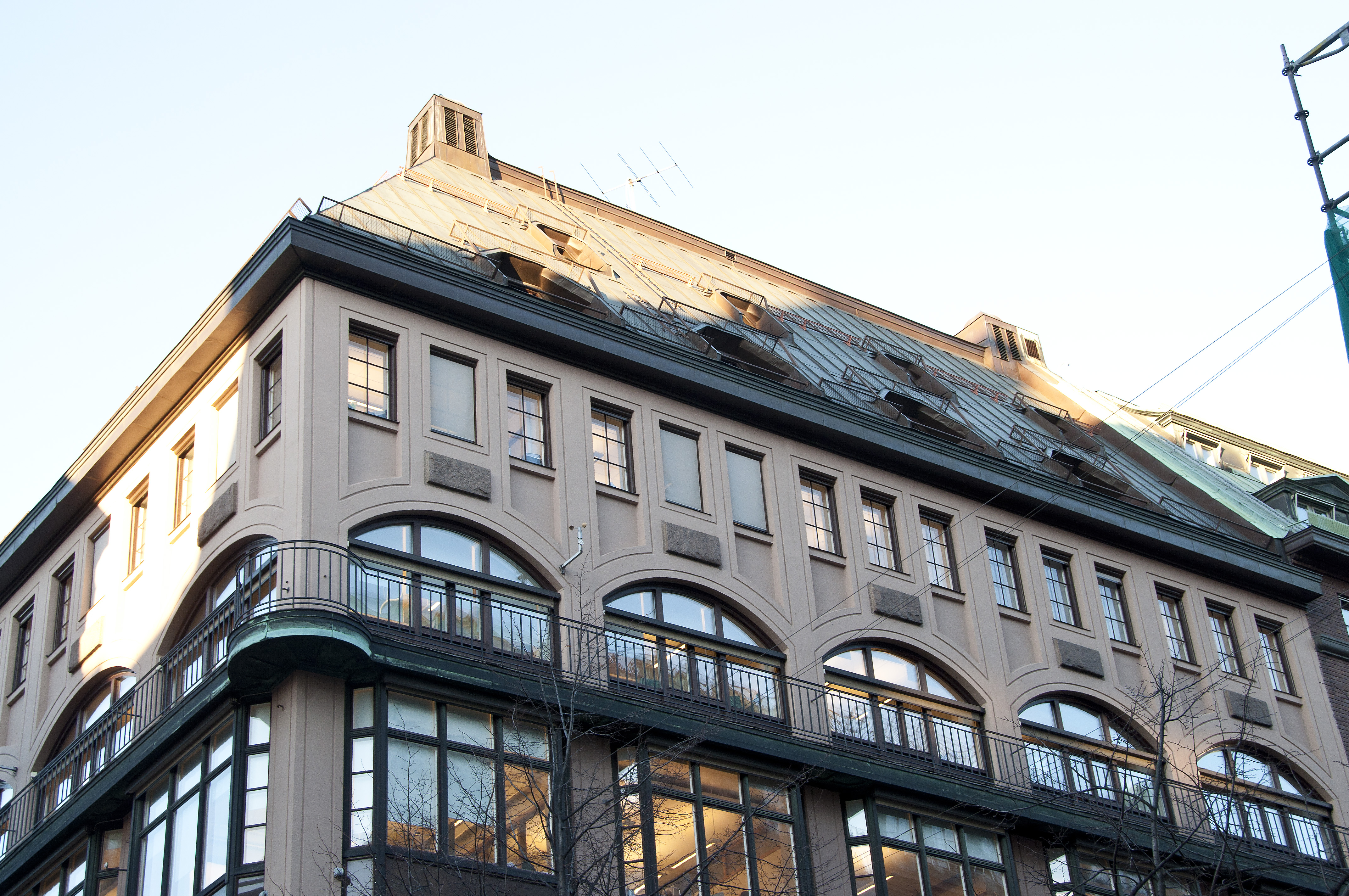